# Polémon d'Ilion
Pour les articles homonymes, voir Polémon.
Polémon d'Ilion, également connu sous le nom de Polémon le Périégète ou Polémon le Géographe (en grec ancien Πολέμων / Polémôn), est un philosophe stoïcien et un géographe grec qui a vécu sous le règne de Ptolémée V Épiphane, à la fin du IIIe siècle av. J.-C.
Sa vie est mal connue. Selon la tradition, il est le disciple de Panétios de Rhodes. C'est cependant pour ses voyages qu'il est le plus connu : il y gagne le surnom de « périégète ». La périégèse est un genre littéraire qui naît à l'époque hellénistique et connaît son apogée sous l'époque romaine : c'est un récit de voyage mêlant histoire, géographie et mythologie. Polémon présente pour particularité de s'intéresser avant tout aux épigrammes, c'est-à-dire aux inscriptions (au point qu'on le surnommera stèlokopas, c'est-à-dire le « rongeur de stèles »). Il les compile dans un recueil, Περὶ τω̂ν κατὰ πόλεις ἐπιγραμμάτων, classé par villes, aujourd'hui perdu, mais dont des citations sont préservées par des auteurs comme Athénée ou Diogène Laërce.